# Henry Fenwick Reeve
Henry Fenwick Reeve (* 7. April 1854 in Kent; † 18. Januar 1920) war ein britischer Kolonialbeamter und Schriftsteller.

## Leben
Reeve war der Sohn von Allen Reeve and Priscilla (geborene Fenwick). Er wurde erst privat unterrichtet, dann besuchte er das St Peter’s College und ging dann auf die Universität Melbourne.
Er diente unter den britischen kolonialen Regierungen von New South Wales, Victoria, Fidschi, den Windward Islands, Gambia und Lagos. In seiner Zeit in Gambia war er bei der Anglo-Französischen Grenzkommission, 1895–1896 und 1898–1899 als Chefkommissar eingesetzt. In Lagos war er 1902 stellvertretender Gouverneur.
Für seine Verdienste als britischer Vertreter in der englisch-französischen Kommission für die Abgrenzung der Grenze Gambias erhielt er 1900 den Companion des Order of St Michael and St George.

## Publikationen
- The Gambia: Its History, Ancient, Mediaeval, and Modern. Smith, Elder & Company, 1912.
- The Black Republic: Liberia: Its Political and Social Conditions Today. Smith, Elder & Company, 1923.

## Auszeichnungen, Ehrungen und Mitgliedschaften
- 1900: Companion des Order of St Michael and St George (CMG)
- Member of the Institution of Civil Engineers (MICE)
- Fellow of the Royal Geographical Society (FRGS)
- Fellow of the Society of Antiquaries (FSA)
- Mitglied der Royal Societies
- Mitglied der St Stephen’s